# Moukhrovani
Moukhrovani (en géorgien : მუხროვანი) est un village de la région de Kakhétie en Géorgie. Il se trouve à 30 kilomètres à l'est de la capitale Tbilissi, et est connu pour accueillir des zones d'entraînement pour les forces d'opérations spéciales, y compris une base militaire qui a vu une mutinerie à grande échelle en 2001. Le village est situé sur la rive droite de la rivière Iori et fait partie du thème d'Oudjarma dans la municipalité de Sagaredjo.